# داكي ثوت
نياداك "دوكي" ثوت (من مواليد 23 أكتوبر 1995)، عارضة أزياء أسترالية. اكتسبت شهرتها بعد أن كانت آخر متسابقة يتم إقصاؤها في الموسم الثامن من برنامج "أستراليا نيكست توب موديل"، بدأت مسيرتها على منصات عروض الأزياء من خلال مشاركتها في عرض أزياء Yeezy لموسم ربيع/صيف 2017.
تشتهر بشكل خاص بكونها إحدى الوجوه الإعلانية لمستحضرات Fenty Beauty، بالإضافة إلى لعبها الدور الرئيسي في تقويم بي ريلي لعام 2018 المستوحى من قصة أليس في بلاد العجائب.

## روابط خارجية
- داكي ثوت على موقع دليل عارضات الأزياء (الإنجليزية)

- داكي ثوت على إنستغرام
- duckie_thot على تويتر.